# یغیا ناجاریان
یغیا هوُسپی ناجاریان (ارمنی: Եղիա Հովսեփի Նաճարյան؛ زادهٔ ۱۷ آوریل ۱۹۳۳ - درگذشته ۶ ژانویهٔ ۲۰۰۸) یک سیاستمدار اهل ارمنستان بود که از تاریخ ۱۹۹۵ تا تاریخ ۱۹۹۹ سمت نمایندگی دوره اول مجلس ملی جمهوری ارمنستان را برعهده داشت.

## زندگی‌نامه
در ۱۷ آوریل ۱۹۳۳ در بیروت به دنیا آمد و از دانشگاه دولتی ایروان فارغ‌التحصیل شد.  وی در ۶ ژانویهٔ ۲۰۰۸ در سن ۷۴ سالگی درگذشت.